# Saison 1 de Paradise Police
 (juillet 2022).
Si vous disposez d'ouvrages ou d'articles de référence ou si vous connaissez des sites web de qualité traitant du thème abordé ici, merci de compléter l'article en donnant les références utiles à sa vérifiabilité et en les liant à la section « Notes et références ».
Chronologie
Saison 2
La première saison de Paradise Police est diffusée pour la première fois dans le monde entier sur la plateforme de streaming Netflix le 31 août 2018.

## Épisodes
| No. | Titre francophone Titre anglophone       | Réalisation         | Scénario                     |
| --- | ---------------------------------------- | ------------------- | ---------------------------- |
| 1 | Bienvenue à Paradise Welcome to Paradise | Matt Garofalo       | Roger Black & Waco O'Guin    |
| À 18 ans, Kevin Crawford a enfin l'occasion de se joindre aux forces de police que dirige son père, alors que la meth jacquarde, une nouvelle drogue, envahit les rues.   |                                          |                     |                              |
| 2 | Une histoire de fesses Ass on the line   | Brian Mainolfi      | Roger Black & Waco O'Guin    |
| Bastos connaît la gloire grâce à un réseau de combat de chiens. Le chef Crawford engage un bras de fer contre son grand rival dans une affaire de meurtre déconcertante.  |                                          |                     |                              |
| 3 | Blue Lives Matter Black & Blue           | Lauren Andrews      | Aaron Lee                    |
| À la demande de Gina, Fitz se met à porter une arme, ce qui déclenche un scandale médiatique national. Envoyé dans une maison de retraite, Hopson met au jour un complot. |                                          |                     |                              |
| 4 | Karla                                    | Fill Marc Sagadraca | Rocky Russo & Jeremy Sesenko |
| Kevin a le coup de foudre pour la voiture de police parlante que lui a offert sa mère. Bastos fait de Dusty un caïd du poulet frit.                                       |                                          |                     |                              |
| 5 | Un rituel satanique Dungeons & Dragnet   | Matt Garofalo       | Roger Black & Waco O'Guin    |
| Quand le pasteur Paul enrôle les flics dans sa lutte contre le "culte satanique" de Donjons et Dragons, Bastos tente de séduire la vertueuse fille de l'homme de Dieu.    |                                          |                     |                              |
| 6 | La famille Jabowski Meet the Jabowskis   | Brian Mainolfi      | Amy Pocha & Seth Cohen       |
| Enfin renseignée sur son passé, Gina décide de se venger. Lorsqu'elle renoue avec sa famille perdue de vue, elle prive Paradise d'une farouche policière.                 |                                          |                     |                              |
| 7 | L'École de police Police Academy         | Lauren Andrews      | Aaron Lee                    |
| Pendant que Kevin et son père s'affrontent au police-athlon, Bastos prend les rênes du poste de police, et Dusty aide Hopson à s'occuper d'une affaire en suspens.        |                                          |                     |                              |
| 8 | L'Unité spéciale Task Force              | Fill Marc Sagadraca | Rocky Russo & Jeremy Sosenko |
| L'unité spéciale se retrouve au cirque en pourchassant le cerveau derrière la meth jacquarde. À court d'argent, Dusty met sa virginité en vente sur le dark web.          |                                          |                     |                              |
| 9 | Mission réconciliation Parent Trap       | Matt Garofalo       | Michael Rowe                 |
| Kevin veut réunir sa famille, mais son plan dérape. Après avoir découvert ses résultats ADN, Dusty jure d'empêcher le déroulement de la parade de Thanksgiving.           |                                          |                     |                              |
| 10 | L'Esprit de Noël Christmas in Paradise   | Matt Garofalo       | Roger Black & Waco O'Guin    |
| Pendant que Dusty fait ce qu'il peut pour préparer Paradise à l'arrivée du père Noël, Kevin s'empresse de débusquer le traître au sein de la police.                      |                                          |                     |                              |